# Atletica leggera ai Giochi della XXVII Olimpiade - Lancio del giavellotto femminile
Il lancio del giavellotto ha fatto parte del programma di atletica leggera femminile ai Giochi della XXVII Olimpiade. La competizione si è svolta nei giorni 29-30 settembre 2000 allo Stadio Olimpico di Sydney.

## Presenze ed assenze delle campionesse in carica
| Competizione         | Atleta            | Prestazione | Sydney 2000 |
| -------------------- | ----------------- | ----------- | ----------- |
| Olimpiadi 1996       | Heli Rantanen     | 67,94 m     | Assente     |
| Commonwealth 1998    | Louise McPaul     | 66,96 m     | Presente    |
| Goodwill Games 1998  | Joanna Stone      | 66,29 m     | Presente    |
| Europei 1998         | Tanja Damaske     | 69,10 m     | Infortun.   |
| Coppa del mondo 1998 | Joanna Stone      | 69,85 m     | Presente    |
| Asiatici 1998        | Lee Young-sun     | 62,09 m     | Presente    |
| Panamericani 1999    | Osleidys Menéndez | 65,85 m     | Presente    |
| Mondiali 1999        | Miréla Manjani    | 67,09 m     | Presente    |
|                      |                   |             |             |
| Mondiali junior 1996 | Osleidys Menéndez | 60,96 m     | Presente    |

1. ↑  Sotto la bandiera dell'Australia.

## La gara
Al primo lancio Osleidys Menéndez fa un buon 66,03. Ma la sua soddisfazione dura solo un paio di minuti. Trine Hattestad sfodera un lancio a 68,91, che le vale il nuovo record olimpico.
Per lei e le altre atlete la corsa all'oro diventa molto difficile.
La Menendez ha un calo vistoso nei turni successivi. Miréla Manjani invece al terzo turno lancia a 67,51 (record nazionale) e si porta al secondo posto. Intanto la Hattestad si rilassa con lanci tra 64 e 66 metri. All'ultima prova la Menéndez si migliora a 66,18, ma non basta neanche per l'argento. La Manjani tenta il tutto per tutto ma conferma esattamente il lancio di 67,51.
Trine Hattestad è la prima atleta norvegese a vincere un titolo olimpico nell'atletica leggera.

## Risultati

### Turno eliminatorio
La misura di qualificazione è fissata a 61,00 m; la raggiungono in 6. Ad esse vengono aggiunti i 6 migliori lanci.
La miglior misura è di Osleidys Menéndez (67,34).

### Finale
Stadio Olimpico, sabato 30 settembre, ore 20:00.
| Pos | Paese     | Atleta             | Tempo   |
| --- | --------- | ------------------ | ------- |
|     | Norvegia  | Trine Hattestad    | 68,91 m |
|     | Grecia    | Miréla Manjani     | 67,51 m |
|     | Cuba      | Osleidys Menéndez  | 66,18 m |
| 4   | Germania  | Steffi Nerius      | 64,84 m |
| 5   | Cuba      | Sonia Bisset       | 63,26 m |
| 6   | Cuba      | Xiomara Rivero     | 62,92 m |
| 7   | Russia    | Tatiana Shikolenko | 62,91 m |
| 8   | Rep. Ceca | Nikola Tomeckova   | 62,10 m |